# Рука с часами
Рука с часами (нем. Hand mit Uhr) — памятник, установленный в Берлине, в районе Ганзафиртель в 1975 году. Автором бронзовой скульптуры является Йоахим Шметтау.

## Подробное описание
Данное произведение искусства находится на пересечении улиц Альтонаер-штрассе и Лессингштрассе возле вестибюля гимназии Тиргартен (до 2012 года средняя школа имени Менцеля). Заказ на скульптуру был выполнен в рамках программы преобразования городской среды «Kunst am Bau», и уже после того, как была построена школа. За разработку проекта памятника Рука с часами взялся берлинский скульптор Йоахим Шметтау. Этот памятник стал первой работой скульптора для облагораживания городского пространства, впоследствии были выполнены фонтан Земной шар (1983) на Брайтшайдплац и памятник Танцующая пара (1984) у станции метро Херманплац.
Бронзовая скульптура стоит на прямоугольной стеле, выполненной из белого облицовочного бетона. Верхняя часть стелы немного повёрнута и имеет форму куба. Рука упирается на пьедестал, причём создаётся впечатление, что пальцы обхватывают куб. Первоначально куб был обложен красной мозаичной плиткой. Верх скульптуры представляет собой запястье, на котором расположены электронные часы. Высота скульптуры вместе с пьедесталом составляет 4,5 м, а её диаметр — около 1,5 м. Это не единственная работа Йоахима Шметтау, в которой он уделяет внимание теме рук, например, скульптура «Рука с яйцом», выполненная уже в гораздо меньшем масштабе.
«Рука с часами» стала излюбленным местом встреч в Западном Берлине. Среди студентов и школьников часто ходила поговорка «Встретимся у часов». А международную известность памятник получил в 1983 году благодаря клипу группы Depeche Mode «Everything Counts». Когда в припеве песни поются слова the grabbing hands grab all they can…, то можно увидеть, как участники группы стоят вокруг скульптуры.
Поскольку изначально скульптура не была рассчитана на долгий срок службы, то она стала приходить в негодность уже спустя несколько лет. Из-за плохих погодных условий электронные часы перестали выполнять свою функцию. В последующие годы из-за вандальных граффити, росписи ногтей, нанесения наклеек памятник имел неприглядный внешний вид. К этому добавилось то, что внутри руки несущий стальной каркас стал подвергаться сильной коррозии. В 2008 году по распоряжению гражданского объединения района Ганзафиртель совместно с комитетом школы Менцеля было принято решение о реконструкции памятника, что послужило его временному демонтажу. С 2012 года очищенный и реставрированный памятник стоит на своём прежнем месте. При этом красная мозаика была заменена на оранжевый облицовочный бетон.